# Das Biest (1975)
Das Biest (Originaltitel: La Bête) ist ein französisches Erotik-Filmdrama aus dem Jahr 1975 von Regisseur Walerian Borowczyk.

## Handlung
Um nach jahrelanger Misswirtschaft den finanziellen Ruin von seinem Adelsgeschlecht abzuwenden, sieht Marquis de l’Esperance nur noch den Ausweg in der Vermählung seines Sohnes Mathurin mit der amerikanischen Millionenerbin Lucy Broadhurst. Ein alter Fluch allerdings besagt, dass eine Heirat Mathurins seinen Tod bedeuten soll. Schließlich trifft Lucy zusammen mit ihrer Tante Virginia Broadhurst auf dem Schloss in Frankreich ein, in dem die Vorbereitungen für die Hochzeit bereits auf Hochtouren laufen. Als Lucy sich auf dem Anwesen umsieht, entdeckt sie das Gemälde von Romilda de l’Esperance, einer Vorfahrin der Familie, die zweihundert Jahre zuvor von einem durch die benachbarten Wälder streifenden Biest, einer Mischung aus Wolf und Bär, vergewaltigt wurde. Sie ist fasziniert von der Geschichte und inspiriert von Romildas Tagebüchern und alten Zeichnungen, träumt sie in der Nacht vor der Hochzeit von dieser Begegnung. Als sie schweißgebadet erwacht, ist sie sich nicht sicher, ob alles wirklich nur ein Traum war.

## Veröffentlichungen
Uraufführung des Films war im Januar 1975 beim Avoriaz Fantastic Film Festival in Frankreich. In deutschen Kinos wurde er am 6. Februar 1981 erstmals gezeigt. Der DVD-Start war in Deutschland am 14. August 2009, der Blu-Ray-Start am 22. Mai 2015.

## Kritiken
„Man muss mit einigen Wassern gewaschen sein, wenn man sich ‚La Bête – Die Bestie‘ zu Gemüte führen möchte. Wer Probleme mit der expliziten Darstellung von pervertierter Sexualität besitzt, der wird mit Walerian Borowczyks berühmt-berüchtigten Skandalfilm nichts anfangen können. Wer jedoch in der Lage ist, über den Tellerrand zu blicken, der darf sich an einem freudianischen Barockmärchen erfreuen, welches zwar äußert sensitiv, aber auch keinesfalls meisterhaft die Abgrenzungen zwischen Realität und Traum auskostet.“

„‚La Bête‘ ist zweifellos obszön. Borowczyk beschwört allerdings eine einzigartig rauschhafte Atmosphäre herauf und steigert das wüste Treiben ins Grotesk-Ironische.“

„[…] Die ‚New York Times‘ bezeichnete den Film damals als ‚schmutziges Gebräu aus Märchen, freudianischer Torheit und Eight-Avenue-Peep-Show‘. Und die ‚Washington Post‘ sah den Film des Polen als ‚haarige Pornofabel‘ und klassifizierte ‚La Bête‘ (Originaltitel) als ‚unausgegorenes Gemisch aus überdurchschnittlichem Horrorfilm und aufdringlichem Softporno mit Hardcore-Einschlag‘.“